# Фальк Кнут-Улуф
Кнут-Улуф Фальк (швед. Knut Olof Falk) — професор славістики в Люндському Університеті (Швеція, 1945 — 72).
У 1950-52 під керівництвом Ф. лектором Люндського університету працював український мовознавець Юрій Шевельов, який лишив цінні, хоч і позначені суб'єктивністю, спогади про Ф.

## Праці
Головні праці з слов'янської топономастики, зокрема монографія про назви Дніпрових порогів у записі Константина Багрянородного, 849 (Dneprforsarnas namn і Kejsar Konstantin Porfyrogenetos De administrando imperio, 1951), в якій Ф. намагався довести, що «слов'янські» назви порогів — українські і вже в 9-му столітті виявляють такі риси української фонетики, як г з праслов'янського ґ, у з о в новозакритих складах та ін. Хибність цих поглядів довів Ю. Шевельов 1955 (передрук у його «Teasers and Appeasers», 1971).